# بانينكا (ضربة جزاء)
تسديدة بانينكا في كرة القدم هي تقنية تستخدم في ركلة الجزاء حيث يقوم اللاعب بتسديد الكرة بلمسة خفيفة من الأسفل، مما يؤدي إلى ارتفاعها وسقوطها داخل المرمى. تم استخدام هذه الركلة لأول مرة من قبل اللاعب التشيكي أنتونين بانينكا، الذي قدم هذه التقنية للعالم في نهائي بطولة أمم أوروبا 1976، عندما خدع حارس مرمى ألمانيا الغربية سيب ماير ليحقق اللقب للمنتخب التشيكوسلوفاكي. بعد ظهورها المثير في البطولة، تم استخدام تقنية بانينكا في مناسبات نادرة ومعظمها من قبل لاعبين محترمين للغاية يمكنهم التعامل مع عواقب الإخفاق في مثل هذه المحاولة. يسمى هذا النمط من ركلة الجزاء أيضًا Il cucchiaio ("الملعقة") في العالم الناطق بالإيطالية.

## التقنية
الهدف من هذه التقنية ليس تسديد الكرة فوق حارس المرمى، ولكن للاستفادة من حقيقة أن العديد من حراس المرمى سوف يرتمون إلى أي من جانبي المرمى قبل التسديد، بدلاً من الانتظار لمعرفة الاتجاه الذي تسير فيه الكرة. إنها تقنية محفوفة بالمخاطر للغاية، لأن اللمسة الرقيقة للكرة تمنحها سرعة بطيئة للغاية، مما يسمح لحارس المرمى بالرجوع من حيث قفز، أو حتى البقاء في نفس المكان وانتظار سقوط الكرة بسهولة في أيديهم. بالإضافة إلى ذلك، يتم تطبيق اللمسة الخفيفة بسهولة أكبر من قبل اللاعب الذي يبطئ من سرعته، مما يجعل من الممكن لحارس المرمى التعرف على ما ينوي اللاعب فعله. ومن المعروف أن هذه الخطوة لا تستخدم إلا من قبل منفذي ركلات الجزاء الواثقين الذين يجرؤون على المخاطرة بإضاعة الركلة. تعرض بعض اللاعبين الذين استخدموا ركلة بانينكا لانتقادات من قبل وسائل الإعلام المتخصصة أو أعضاء فريقهم ومشجعيهم، خاصة إذا اضاعوها.

## التاريخ

### ضربة الجزاء الأصلية

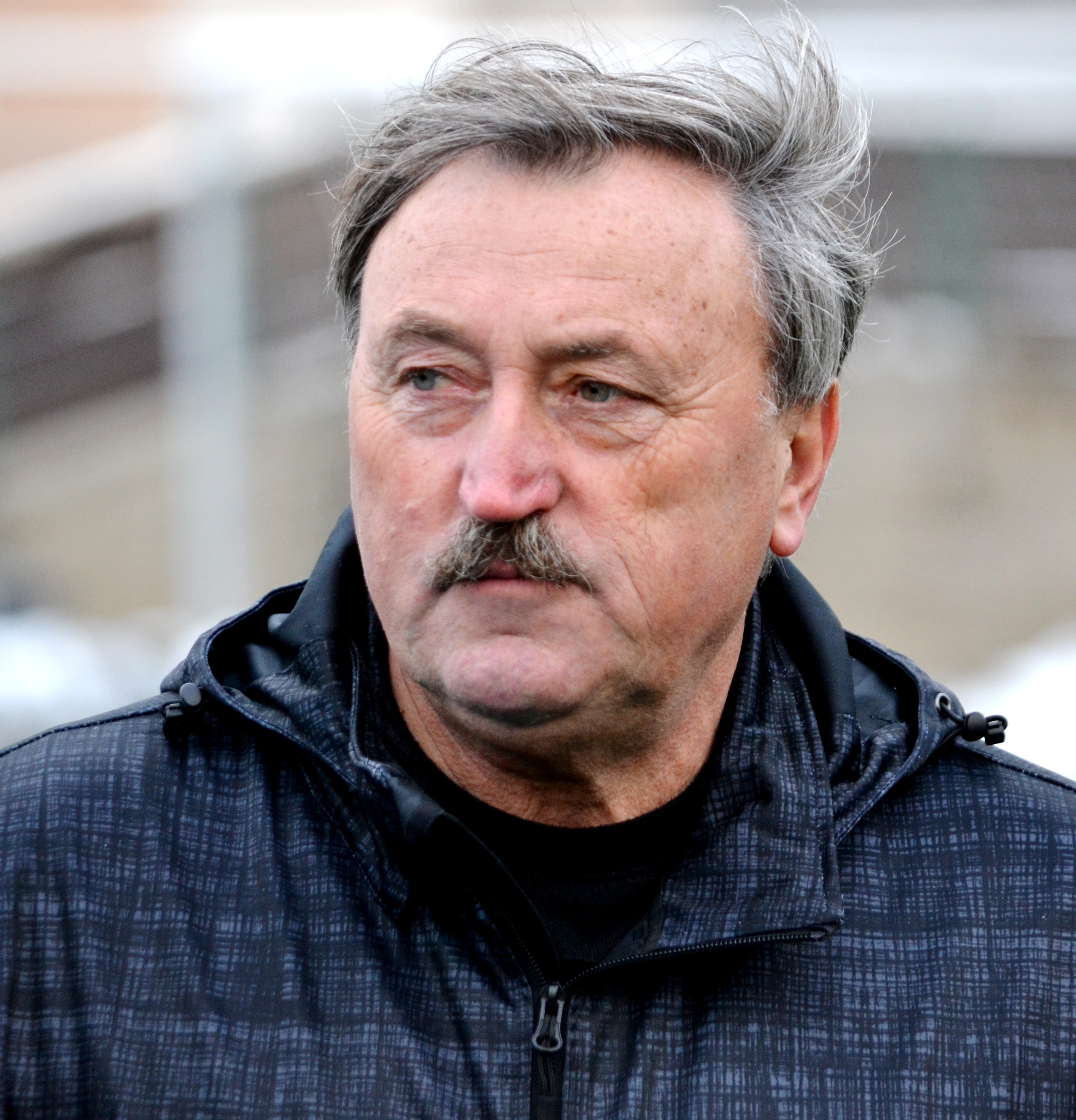
بانينكا في عام 2013. تم تقليد أسلوبه في ضربات الجزاء من قبل العديد من اللاعبين الآخرين.

برز أنتونين بانينكا على المستوى الدولي عندما لعب لتشيكوسلوفاكيا في بطولة أمم أوروبا 1976. وصلت تشيكوسلوفاكيا إلى النهائي، حيث واجهت ألمانيا الغربية. بعد الأشواط الإضافية، كانت النتيجة 2–2، وبالتالي جاءت أول ركلات ترجيح في نهائي بطولة أمم أوروبا. تم تسجيل الركلات السبع الأولى للفريقين، حتى اضاع أولي هونيس رابع ركلة لألمانيا الغربية. بنتيجة 4–3، تقدم بانينكا لتسديد ركلة الجزاء الخامسة لتشيكوسلوفاكيا، تحت ضغط هائل. تظاهر بأنه سيسددها إلى جانب المرمى، مما تسبب في ارتماء حارس مرمى ألمانيا الغربية سيب ماير إلى يساره، ثم سدد الكرة برفق في منتصف المرمى. إن الجرأة الملحوظة في التسديدة، بالإضافة إلى نجاحها، دفعت المراقب الصحفي الفرنسي إلى تسمية بانينكا بـ "الشاعر"، وكانت ركلة الجزاء هذه واحدة من أشهر الركلات على الإطلاق، مما جعل اسم بانينكا مرادفًا لهذا الأسلوب الخاص من ركلات الجزاء.

### منذ 1976
بالإضافة إلى الفوز بالبطولة الأوروبية لعام 1976، ساعد بانينكا تشيكوسلوفاكيا في الحصول على المركز الثالث في بطولة عام 1980، بعد تسجيله مرة أخرى في الفوز بركلات الترجيح 9–8. في نهائيات كأس العالم 1982، سجل بانينكا هدفين بركلات الترجيح، لكن هذه كانت الأهداف التشيكوسلوفاكية الوحيدة، ولم يتقدم الفريق إلى مرحلة المجموعة الأولى. منذ ذلك الحين، تم تنفيذ ركلة جزاء بانينكا بنجاح من قبل العديد من اللاعبين الآخرين، مثل فرانشيسكو توتي في نصف نهائي بطولة أمم أوروبا 2000، وزين الدين زيدان في نهائي كأس العالم 2006، وسيباستيان أبريو في ربع نهائي كأس العالم 2010، وأندريا بيرلو في ربع نهائي بطولة أمم أوروبا 2012، وليونيل ميسي في مباراة الدوري الإسباني 2015 ضد خيتافي، وأليكسيس سانشيز في نهائي كوبا أمريكا 2015 وفي فوز أرسنال 2–1 على بيرنلي في الدوري الإنجليزي الممتاز ؛ سانشيز هو ثاني لاعب يفوز ببطولة كبرى عبر التسجيل على طريقة بانينكا. كما تم تكرارت الركلة بنجاح منذ ذلك الحين من قبل غونزالو بينديا في كأس القارات 2005، يونس محمود وعمر عبد الرحمن في كأس آسيا 2015، سيرخيو راموس في بطولة أمم أوروبا 2012 وفي تصفيات بطولة أمم أوروبا 2016، هيلدر بوستيغا في بطولة أمم أوروبا 2004، سعد عبد الأمير في كأس الخليج العربي 23، جون ستونز ضد يوفنتوس في الكأس الدولية للأبطال 2013، جوزي ألتيدور وأليخاندرو بوزويلو في أول مبارياتهم مع تورونتو، ممفيس ديباي في دوري الأمم الأوروبية 2018، وسفيان ديوب في كأس الرابطة الفرنسية 2018–19 بركلات الترجيح ضد ستاد رين، عمر خربين في نصف نهائي دوري أبطال آسيا 2017.
المهاجم الهندي سونيل تشيتري فعل ذلك عدة مرات، في الدوري الهندي الممتاز 2015 ضد نورث إيست يونايت، في نصف نهائي كأس الاتحاد الآسيوي 2017 بين المناطق ضد 25 أبريل، في دوري السوبر الهندي 2017–18 نصف النهائي ضد بونه، وفي كأس إنتركونتيننتال 2019 ضد طاجيكستان.
في 7 أكتوبر 2017، سجل جوزي ألتيدور من الولايات المتحدة ركلة جزاء على طريقة بانينكا في مباراة تصفيات كأس العالم 2018 ضد بنما، وهي أول محاولة من نوعها في تاريخ الولايات المتحدة. في 2 ديسمبر 2017، في عيد ميلاد أنتونين بانينكا التاسع والستون، سجل لاعب تشيلسي إدين هازارد ركلة جزاء على طريقة بانينكا في مباراة الفوز 3–1 على ضيفه نيوكاسل يونايتد على ملعب ستامفورد بريدج.
في 23 أكتوبر 2019، سجل أليخاندرو بوزويلو هدفين في مباراة الفوز 2–1 على نيويورك سيتي في نصف نهائي دوري الأبطال لكأس الدوري الأمريكي، بما في ذلك ركلة جزاء في الدقيقة 90 على طريقة بانينكا، والتي كانت الثالثة له في الموسم بهذا الطريقة.
في 1 يوليو 2020، سجل ليونيل ميسي هدفه رقم 700 في مسيرته الاحترافية ضد أتلتيكو مدريد بركلة جزاء على طريقة بانينكا. في 26 سبتمبر 2020، عاد راموس ليسجل مرة أخرى على طريقة بانينكا أمام ريال بيتيس. في 1 نوفمبر 2020، سجل كريستيانو رونالدو أول ركلة جزاء له على طريقة بانينكا أمام سبيزيا.، وفي 26 ابريل 2022 سجل لاعب ريال مدريد كريم بن زيما الهدف الثالث على طريقة بانينكا ضد فريق مانشستر سيتي في مباراة ذهاب نصف النهائي لأبطال أوربا.
ومن بين القلة الذين اضاعوها بريندون سانتالاب، ونيمار، وأغويرو، وميكائيل لاندرو، وأنطونيو كال، وروجيريو سيني، ومايكوسويل، ورحيم ستيرلينغ، وماركو ديفيتش، وغراهام زوسي، وروبين فان بيرسي، وكريستيانو رونالدو، وسفيتوسلاف دياكوف، وأنطونيو كاسانو، وألكساندر باتو.